# 水上不二
水上 不二（みずかみ ふじ、男性、1904年（明治37年）1月10日 - 1965年（昭和40年）3月31日）は、日本の詩人、童話作家、絵本作家、作詞家。

## 来歴
宮城県本吉郡大島村（現在の気仙沼市）字長崎にて父・佐助、母・あやの の次男として生まれる。
1918年（大正7年）、本吉郡立水産学校（現在の宮城県気仙沼向洋高等学校）に入学し、卒業後は1922年（大正11年）9月より本吉郡内の小学校3校に勤務した。その後、1928年（昭和3年）4月に上京し、東京府南葛飾郡の松江第一小学校に勤務した。
1930年（昭和5年）、処女詩集『私の内在』を発行する。この頃より鈴木三重吉、北原白秋らが発刊した「赤い鳥童謡運動」に参加。雑誌『童魚』・『コドモノクニ』・『綴方倶楽部』などに童謡、童話を発表した。
1937年（昭和12年）3月、童話童謡雑誌『昆虫列車』を創刊したが、同年12月に終刊となる。その後、詩集や童話集を発行した。また、故郷の気仙沼市や居住していた東京都小金井市の小・中学校の校歌、各地の小唄や音頭などを多数作詞した。
1957年（昭和32年）に『らてれ』創立に参加する。
1965年、小金井市の自宅にて死去。61歳没。

## 人物
児童文学や詩歌などの作品を多数残しており、最近になり相次いで書籍として出版されている。また、故郷の気仙沼にある大島をこよなく愛し、「海はいのちのみなもと　波はいのちのかがやき　大島よ　永遠に緑の真珠であれ」と謳っている。また「永遠」は、（とこしえ）と読むと、生前不二が語っていた記録が残っている。
まど・みちおは友人であり、未発表作を多数保管していたが、2000年代になり詩人の水内喜久雄に遺作を託した。

## 著作

### 書籍
- 『私の内在』 - 処女詩集
- 『海はいのちのみなもと』
- 『仙台アルバム』
- 『ガリレオ-近代科学の父』（絵： 花山信吾）日本書房〈小学文庫　4・5年生〉、1957年

### 校歌
- 小学校
  - 小金井市立東小学校
  - 気仙沼市立白山小学校
  - 気仙沼市立階上小学校
  - 気仙沼市立水梨小学校
  - 気仙沼市立松岩小学校

- 中学校
  - 気仙沼市立松岩中学校
  - 気仙沼市立大島中学校
  - 気仙沼市立唐桑中学校
  - 気仙沼市立津谷中学校

## 主宰同人誌
- 『昆虫列車』

友人のまど・みちおと主宰した同人誌であり、まど・みちおが保管していたものが最近になって資料 水上不二さんの詩として改めて発行された。

## 関連書籍
- 菅原友太郎『詩人水上不二―人と作品』NSK地方出版社〈さんりく文庫〉、1977年11月
- 西田耕三（編）『水上不二詩ワールド 埋もれていた幻の童謡』阿部印刷〈リアスライブラリー〉、2005年11月
- 水内喜久雄（編）『水上不二さんの詩』（西田耕三編集・解説）まど・みちお〈ポエム・ライブラリー夢ぽけっと〉、2005年12月
- 水内喜久雄（編）『ぼくは地球の船長だ―水上不二詩集』 （絵：村越昭彦） 理論社、2006年8月 ISBN 978-4652038536